# Konfucianisme
 Der er for få eller ingen kildehenvisninger i denne artikel, hvilket er et problem. Du kan hjælpe ved at angive troværdige kilder til de påstande, som fremføres i artiklen.

Konfucianismen er en filosofi med ophav i Kina. Konfucianismen kan ses som en "statsideologi", og er hierarkisk orienteret (til forskel fra taoismen og buddhismen). Den regnes for grundlagt af Konfutse, som sandsynligvis var en yngre samtidig til Lao-tse.
Navnet kommer fra latin Confucius, en latinisering af kinesisk Kongfutsi (= læremester Kong), foretaget af jesuitterne i 1600-tallet, da de som missionærer i Kina introducerede Konfutse for Europa. 

## Leveregler
Konfucianismen indeholder en mængde detaljerede leveregler for forholdet mellem over- og underordnede:
- Fyrste og almue
- Mand og hustru
- Forældre og børn
- Ældre bror og yngre bror
- Ven og ven

Fyrsten skal være god mod undersåtterne, som skal vise deres loyalitet mod fyrsten. Faderen skal vise kærlighed til sønnen, som skal vise ærefrygt overfor faderen. Den ældre broder skal vise velvilje mod den yngre broder, som skal vise respekt mod den ældre broder. Manden skal vise kærlighed til hustruen, som skal adlyde manden. Den ældre ven skal vise trofast hensyn mod den yngre ven, som skal være trofast og vise agtelse for den ældre ven.

## Udbredelse
Foruden i Kina har konfucianismen været indflydelsesrig i Korea, Japan (hvor den har påvirket shinto)[kilde mangler] og Vietnam.

## Konfucianismen nedkæmpes
Fra den første kejsers samling af Kina i 221 f.Kr, dannede Konfutses lære og tekster det ideologiske fundament for det nye kejserrige. Frem til 1900-tallet opfattedes Konfutse af Vesten som det vigtigste symbol på kinesisk identitet.
4. maj-bevægelsen definerede moderniteten ud fra vestlige videnskabelige og demokratiske termer, hvad der medførte et krav om at "nedlægge Konfutse", som blev holdt ansvarlig for Kinas problemer og prøvelser, og at landet materielt og moralsk lå så langt tilbage.[kilde mangler] Med sit fokus på vestlig modernisme forviste man konfucianismen fra det nye Kina, der voksede frem. Den tyske sociolog Max Weber, der mente, at protestantismens etik lå til grund for kapitalismens fremvækst i Europa, konkluderede med, at kapitalismen ikke kunne opstå i Kina på baggrund af det derværende tænkesæt, især konfucianismen. At lægge denne til side ansås som en betingelse for at få adgang til Vestens modernitet. Maoismen under kulturrevolutionen fremstod som en helt ekstrem radikalisering af 4. maj-bevægelsen, især ved sin vilje til at tilintetgøre alle rester af det traditionelle Kina, konfucianismen indbefattet. 

## Konfucianismen rehabiliteres
I 1978 blev konfucianismen genstand for en første konference for at rehabilitere den. Flere konferencer fulgte, og i 1984 så "Stiftelsen Konfucius" dagens lys, stiftet af kommunistpartiets øverste ledelse. I 1992 trak Deng Xiaoping Singapores statsminister Lee Kuan Yew frem som et forbillede for Kina, da han lancerede den "socialistiske markedsøkonomi". Ironisk nok var det netop de faktorer, Weber havde anført som forhindringer for en kapitalistisk udvikling, som man nu mente havde skånet det østlige Asien for Vestens økonomiske problemer. Den nye interesse for Konfutse var politisk nyttig for de autoritære ledere i Singapore, Beijing og Seoul med sine traditionelle værdier, såsom stabilitet, disciplin og samfundsorden, i modsætning til Vestens påståede forfald pga individdyrkelse og hedonisme. Maoismens idé om en socialisme uden Vesten blev erstattet af håbet om en industriel modernitet, også uden Vesten, dvs uden postmodernismen. Konfutses bog Samtaler benyttes til dette formål, som ved åbningen af OL i Beijing i 2008, lavet af filmskaberen Zhang Yimou, hvor aforismer hentet fra Samtaler blev sunget som slagord af soldater udklædt som konfucianske bogstaver. Dog er det først og fremmest i skolerne, Samtaler har genvundet sin centrale rolle fra kejsertiden. Her drejer det sig fra 1990'erne om "særegne kinesiske" undervisningsformer, hvor småbørn mekanisk gentager og lærer klassikere udenad, især Samtaler. Også voksne tilbydes forelæsninger og seminarer viet "nationale studier", med Internet som en vigtig og effektiv kommunikationskanal. Yu Dans bog Confucius from the Heart har solgt i mere end ti millioner eksemplarer. Bogen er kort og enkel, men Yu siges at undvige Samtalers kritik af den politiske magt, mens det humanistiske budskab reduceres til "hønsekraft for sjælen". Derved tjener Konfutse "den socialistiske markedsøkonomi"s og "det harmoniske socialistiske samfund"s interesser. 